# TOSSad
tOSSad (англ. towards Open Source Software adoption and dissemination) — проект Європейської комісії мета якого — впровадження й поширення відкритого програмного забезпечення.
Головна мета проекту:
- Створення мережі розробників Free/Open Source Software (F/OSS)
- Інтеграція і вдосконалення методологій та стратегій впровадження F/OSS	в державні установи, навчальні заклади, підприємства малого і середнього бізнесу

Основні задачі проекту tOSSad
- Проведення наукових досліджень для оцінки існуючого стану та формування переліку основних бар'єрів для впровадження F/OSS
- Розробка національних програм з впровадження F/OSS.
- Проведення досліджень Usability F/OSS
- Розробка навчальних планів та програм для навчальних закладів різного рівня.
- Розробка схем поширення F/OSS.
- Розробка інформаційного забезпечення.

База даних проекту tOSSad буде містити інформацію про:
- Розробників F/OSS;
- Спеціалістів з локалізації F/OSS;
- Організації чи фахівців, які надають; сервісні послуги користувачам F/OSS;
- Установи, які проводять навчання для користувачів F/OSS;

## Учасники tOSSad
1. TUBITAK / UEKAE (UEKAE) Turkey
2. PDA Communication Srl (PDA) Italy
3. XLAB d.o.o (XLAB) Slovenia
4. DIEE University of Cagliari (UCA) Italy
5. eZ Systems (EZ) Norway
6. Ukrainian Institute for Business Informatics (ULIBIN) Ukraine
7. Tallinn University of technology (TUT) Estonia
8. CONSEN (EEIG) (CONSEN) Spain
9. Viewrope (VIE) Sweden
10. Knownet (KNOWNET) UK
11. FTZ (FTZ) Malta
12. Internet Society Bulgaria (BIS) Bulgaria
13. FUNDECYT (FUNDECYT) Spain
14. Fraunhofer FIT (FHG/FIT) Germany
15. Public Voice Lab (PVL) Austia
16. IOTA (IOTA) Turkey
17. Trinity College Dublin (TCD) Ireland
18. Intesi Group Belgium (IGB) Belgium
19. University of Stuttgart (IAT) Germany